# Vịt Abacot Ranger
Vịt Abacot Ranger là một giống vịt nhà, ban đầu được biết đến với tên gọi là Vịt Ranger và Vịt Streicherente ('Ranger Duck', theo tiếng Đức). Là một giống vịt đa năngm ban đầu giống vịt này được phát triển cho trứng và thịt, ngày nay, giống vịt này phổ biến cho việc trình diễn và sản xuất trứng.
Trọng lượng tiêu chuẩn của một cá thể vịt Abacot Ranger là 3 kg (6,6 lb) cho một con đực và 2,5 kg (5,5 lb) cho một con vịt cái.